# Burden (Band)
Burden ist eine deutsche Rockband aus Rheinland-Pfalz.

## Geschichte
Burden wurde von Saint D. (ehemals Cryogenic, ehemals Hellfucked) und Dave (ehemals Deadspawn) gegründet. Mit Johnny wurde nach mehreren Proben ein Bassist gefunden, kurz danach der kanadische Sänger Thorsten. Zum Jahreswechsel 2008/2009 erschien eine Promo-EP namens The Fool. Mit dieser gelang es der Band einen Plattenvertrag beim Independent-Label Ván Records (im Vertrieb von Soulfood) zu erhalten. Dort erschien 2010 ihre EP Man of No Account und am 15. Oktober 2010 das von Kristian Kohlmannslehner im Kohlekeller Studio produzierte Debütalbum A Hole in the Shell. Anfang 2011 spielte Burden als Support für Kyuss Lives! auf deren Europa-Tour.

## Stil
Burden spielt eine Mischung aus Rock, Sludge und Stoner Metal und erinnert an Bands wie Black Sabbath, Alice in Chains und Corrosion of Conformity.

## Diskografie
- 2009: The Fool (Promo-EP, Eigenproduktion)
- 2010: Man of No Account (7’’-EP, Ván Records)
- 2010: A Hole in the Shell (Album, Ván Records)